# Fiumi d'Italia
I fiumi italiani sono generalmente più brevi rispetto a quelli delle altre regioni europee perché l'Italia è in parte una penisola lungo la quale si eleva la catena degli Appennini che divide le acque in due versanti opposti.
In compenso essi sono numerosi (circa 1 200) e danno vita, rispetto agli altri paesi europei, ad un gran numero di foci marine: ciò è dovuto alla relativa abbondanza delle piogge di cui fruisce l'Italia in generale, alla presenza della catena alpina ricca di nevai e di ghiacciai nella parte nord del Paese, alla presenza degli Appennini nel centro-sud e all'estensione costiera dell'Italia.
La loro importanza (portata, lunghezza, ecc.) dipende naturalmente anche dai caratteri del suolo, cioè più precisamente dalla sua ripidità e dalla sua maggiore o minore permeabilità.
Il fiume italiano più lungo situato interamente in territorio italiano è il Po, il quale scorre per 652 km lungo la Pianura Padana. Dal momento che il Tanaro alla confluenza con il Po misura 276 km (circa 290 km tenendo conto anche delle sorgenti del torrente Negrone) contro i 230 km che in quel punto ha percorso il Po, l'asta fluviale più lunga d'Italia è il Negrone-Tanaro-Po, con 712 km.
Il fiume più lungo tra quelli che scorrono almeno in un tratto in Italia è invece la Drava, con i suoi 749 km.

## Caratteristiche dei fiumi italiani
Si possono fare le seguenti considerazioni:
- I fiumi più larghi e di maggiore portata appartengono alla regione alpina data la disposizione e l'elevatezza del rilievo.
- Lungo la penisola, invece, data la disposizione della catena appenninica e il diverso declivio dei due versanti, i corsi d'acqua sui versanti adriatico e ionico percorrono brevi valli trasversali e, tranne il Reno, non superano i 200 km in lunghezza, mentre una decina appena supera i 100 km; sul versante tirrenico invece, sono mediamente più lunghi perché i contrafforti appenninici e la fascia sub-appenninica sono più ampie.
- I fiumi che si versano nel Tirreno sono più lunghi anche perché per il primo tratto, seguono valli longitudinali (valli appenniniche) e corrono poi trasversali rispetto all'asse della catena, nella zona sud-appenninica.
- Data la collocazione delle sorgenti e il regime della piovosità locale, i fiumi d'Italia si dividono in:
  - fiumi alpini: di origine glaciale, soggetti a piene nella stagione primaverile ed estiva perché quando fa caldo i ghiacciai si sciolgono. I laghi che frequentemente occupano le parti più depresse delle valli alpine servono a smorzare l'impeto dei fiumi e a chiarificare le loro acque torbide. Infatti, data la rapidità delle valli da cui i fiumi scendono, notevole è la velocità delle loro acque e sensibile la loro attività di erosione e di trasporto di detriti rocciosi. La decantazione è appunto il processo, per cui questo materiale viene abbandonato nei laghi di cui tali fiumi sono immissari.
  - fiumi appenninici: soggetti a piene improvvise primaverili e autunnali per via delle piogge. Il periodo di magra è in estate accentuate nell'Appennino Settentrionale, quasi assolute in quello meridionale, fatta eccezione per alcuni corsi d'acqua (Aterno-Pescara, Sele, Volturno, Liri-Garigliano, per limitarsi a quelli che sfociano direttamente in mare, cui s'aggiungono Velino, Nera, Aniene tutti nel bacino del Tevere, ecc.) che sono alimentati da grosse sorgenti carsiche che scaturiscono al margine di zone caratterizzate da rocce permeabili fessurate. Mancano infatti sull'Appennino nevai e ghiacciai (l'unico ghiacciaio, seppur esiguo, è quello del Calderone, sul versante settentrionale del Corno Grande, nel massiccio del Gran Sasso, in Abruzzo); non sempre poi l'acqua piovana si raccoglie in alvei fluviali costituiti da terreno impermeabile, tale cioè da permettere una discreta media portata annua.
  - I fiumi Sardi e Siciliani sono di carattere torrentizio (pieni d'acqua d'inverno e quasi secchi d'estate), ad eccezione del Tirso, Flumendosa, Coghinas e del Simeto.

## Elenco dei fiumi d'Italia sopra i 100 chilometri
| Fiumi d'Italia sopra i 100 km di lunghezza | Fiumi d'Italia sopra i 100 km di lunghezza | Fiumi d'Italia sopra i 100 km di lunghezza | Fiumi d'Italia sopra i 100 km di lunghezza  |
| №                                          | Fiume                                      | Lunghezza (km)                             | Regioni attraversate                        |
| ------------------------------------------ | ------------------------------------------ | ------------------------------------------ | ------------------------------------------- |
| 1º                                         | Po                                         | 652                                        | Piemonte, Lombardia, Emilia-Romagna, Veneto |
| 2º                                         | Adige                                      | 410                                        | Trentino-Alto Adige, Veneto                 |
| 3º                                         | Tevere                                     | 405                                        | Emilia-Romagna, Toscana, Umbria, Lazio      |
| 4º                                         | Adda                                       | 313                                        | Lombardia                                   |
| 5º                                         | Oglio                                      | 280                                        | Lombardia                                   |
| 6º                                         | Tanaro                                     | 276                                        | Piemonte, Liguria                           |
| 7º                                         | Ticino                                     | 248                                        | Svizzera, Piemonte, Lombardia               |
| 8º                                         | Arno                                       | 241                                        | Toscana                                     |
| 9º                                         | Piave                                      | 231                                        | Friuli-Venezia Giulia, Veneto               |
| 10º                                        | Reno                                       | 212                                        | Toscana, Emilia-Romagna                     |
| 11º                                        | Sarca-Mincio                               | 203                                        | Trentino-Alto Adige, Veneto, Lombardia      |
| 12º                                        | Volturno                                   | 175                                        | Molise, Campania                            |
| 13º                                        | Brenta                                     | 174                                        | Trentino-Alto Adige, Veneto                 |
| 14º                                        | Secchia                                    | 172                                        | Emilia-Romagna, Lombardia                   |
| 15º                                        | Tagliamento                                | 170                                        | Friuli-Venezia Giulia, Veneto               |
| 16º                                        | Ombrone                                    | 160                                        | Toscana                                     |
| 17º                                        | Chiese                                     | 160                                        | Trentino-Alto Adige, Lombardia              |
| 18º                                        | Dora Baltea                                | 168                                        | Valle d'Aosta, Piemonte                     |
| 19º                                        | Liri-Garigliano                            | 158                                        | Abruzzo, Lazio, Campania                    |
| 20º                                        | Bormida                                    | 153                                        | Liguria, Piemonte                           |
| 21º                                        | Aterno-Pescara                             | 152                                        | Abruzzo                                     |
| 22º                                        | Tirso                                      | 152                                        | Sardegna                                    |
| 23º                                        | Basento                                    | 149                                        | Basilicata                                  |
| 24º                                        | Panaro                                     | 148                                        | Emilia-Romagna                              |
| 25º                                        | Tartaro-Canalbianco-Po di Levante          | 147                                        | Veneto, Lombardia                           |
| 26º                                        | Imera meridionale o Salso                  | 144                                        | Sicilia                                     |
| 27º                                        | Agogna                                     | 140                                        | Piemonte, Lombardia                         |
| 28º                                        | Sesia                                      | 139                                        | Piemonte, Lombardia                         |
| 29º                                        | Isonzo                                     | 136                                        | Slovenia, Friuli-Venezia Giulia             |
| 30º                                        | Agri                                       | 136                                        | Basilicata                                  |
| 31º                                        | Ofanto                                     | 134                                        | Campania, Basilicata, Puglia                |
| 32º                                        | Olona                                      | 131                                        | Lombardia                                   |
| 33º                                        | Lambro                                     | 130                                        | Lombardia                                   |
| 34º                                        | Flumendosa                                 | 127                                        | Sardegna                                    |
| 35º                                        | Savio                                      | 126                                        | Emilia-Romagna                              |
| 36º                                        | Taro                                       | 126                                        | Emilia-Romagna                              |
| 37º                                        | Serchio                                    | 126                                        | Toscana                                     |
| 38º                                        | Serio                                      | 124                                        | Lombardia                                   |
| 39º                                        | Riu Mannu di Berchidda - Coghinas          | 123                                        | Sardegna                                    |
| 40º                                        | Sangro                                     | 122                                        | Abruzzo                                     |
| 41º                                        | Metauro                                    | 121                                        | Marche                                      |
| 42º                                        | Bradano                                    | 120                                        | Basilicata, Puglia                          |
| 43º                                        | Trebbia                                    | 120                                        | Liguria, Emilia-Romagna                     |
| 44º                                        | Bacchiglione                               | 118                                        | Veneto                                      |
| 45º                                        | Scrivia                                    | 117                                        | Liguria, Piemonte, Lombardia                |
| 46º                                        | Nera                                       | 116                                        | Marche, Umbria, Lazio                       |
| 47º                                        | Tronto                                     | 115                                        | Marche, Lazio, Abruzzo                      |
| 48º                                        | Stura di Demonte                           | 115                                        | Piemonte                                    |
| 49º                                        | Simeto                                     | 113                                        | Sicilia                                     |
| 50º                                        | Livenza                                    | 112                                        | Friuli-Venezia Giulia, Veneto               |
| 51º                                        | Serchio                                    | 111                                        | Toscana                                     |
| 52º                                        | Maira                                      | 111                                        | Piemonte                                    |
| 53º                                        | Calore Irpino                              | 108                                        | Campania                                    |
| 54º                                        | Cervaro                                    | 107                                        | Campania, Puglia                            |
| 55º                                        | Belice                                     | 107                                        | Sicilia                                     |
| 56º                                        | Noce                                       | 105                                        | Trentino-Alto Adige                         |
| 57º                                        | Platani                                    | 103                                        | Sicilia                                     |

## Elenco dei fiumi italiani sopra i 10 m³/s
| Fiumi d'Italia sopra i 10 m³/s di portata media alla foce | Fiumi d'Italia sopra i 10 m³/s di portata media alla foce | Fiumi d'Italia sopra i 10 m³/s di portata media alla foce | Fiumi d'Italia sopra i 10 m³/s di portata media alla foce |
| --------------------------------------------------------- | --------------------------------------------------------- | --------------------------------------------------------- | --------------------------------------------------------- |
| №                                                         | Fiume                                                     | m³/s                                                      | Regioni attraversate                                      |
| 1º                                                        | Po                                                        | 1540                                                      | Piemonte, Lombardia, Emilia-Romagna, Veneto               |
| 2º                                                        | Ticino                                                    | 350                                                       | Svizzera, Piemonte, Lombardia                             |
| 3º                                                        | Tevere                                                    | 324                                                       | Emilia-Romagna, Toscana, Umbria, Lazio                    |
| 4º                                                        | Adige                                                     | 235                                                       | Trentino-Alto Adige, Veneto                               |
| 5º                                                        | Adda                                                      | 187                                                       | Lombardia                                                 |
| 6º                                                        | Isonzo                                                    | 170                                                       | Slovenia, Friuli-Venezia Giulia                           |
| 7º                                                        | Nera                                                      | 160                                                       | Marche, Umbria, Lazio                                     |
| 8º                                                        | Oglio                                                     | 137                                                       | Lombardia                                                 |
| 8º                                                        | Piave                                                     | 137                                                       | Veneto, Friuli-Venezia Giulia                             |
| 10º                                                       | Liri-Garigliano                                           | 120                                                       | Abruzzo, Lazio, Campania                                  |
| 11º                                                       | Tanaro                                                    | 116                                                       | Liguria, Piemonte                                         |
| 12º                                                       | Arno                                                      | 110                                                       | Toscana                                                   |
| 13º                                                       | Dora Baltea                                               | 96                                                        | Valle d'Aosta, Piemonte                                   |
| 14º                                                       | Reno                                                      | 95                                                        | Emilia-Romagna                                            |
| 15º                                                       | Brenta                                                    | 93                                                        | Trentino-Alto Adige, Veneto                               |
| 16º                                                       | Livenza                                                   | 85                                                        | Friuli-Venezia Giulia, Veneto                             |
| 17º                                                       | Volturno                                                  | 83                                                        | Molise, Campania                                          |
| 18º                                                       | Isarco                                                    | 78                                                        | Trentino-Alto Adige                                       |
| 19º                                                       | Sesia                                                     | 70,4                                                      | Piemonte, Lombardia                                       |
| 20º                                                       | Tagliamento                                               | 70                                                        | Friuli-Venezia Giulia                                     |
| 21º                                                       | Toce                                                      | 70                                                        | Piemonte                                                  |
| 22º                                                       | Sele                                                      | 69                                                        | Campania                                                  |
| 23º                                                       | Mincio                                                    | 60                                                        | Veneto, Lombardia                                         |
| 24º                                                       | Velino                                                    | 60                                                        | Lazio, Umbria                                             |
| 25º                                                       | Rienza                                                    | 60                                                        | Trentino-Alto Adige                                       |
| 26º                                                       | Aterno-Pescara                                            | 57                                                        | Abruzzo                                                   |
| 27º                                                       | Sile                                                      | 55                                                        | Veneto                                                    |
| 28º                                                       | Stura di Demonte                                          | 47                                                        | Piemonte                                                  |
| 29º                                                       | Serchio                                                   | 46                                                        | Toscana                                                   |
| 30º                                                       | Noce                                                      | 46                                                        | Trentino-Alto Adige                                       |
| 31º                                                       | Secchia                                                   | 42                                                        | Emilia-Romagna                                            |
| 32º                                                       | Bormida                                                   | 40                                                        | Liguria, Piemonte                                         |
| 33º                                                       | Magra                                                     | 40                                                        | Toscana, Liguria                                          |
| 34º                                                       | Trebbia                                                   | 40                                                        | Liguria, Emilia-Romagna, Lombardia                        |
| 35º                                                       | Agogna                                                    | 40                                                        | Piemonte, Lombardia                                       |
| 36º                                                       | Panaro                                                    | 36                                                        | Emilia-Romagna                                            |
| 37º                                                       | Crati                                                     | 36                                                        | Calabria                                                  |
| 38º                                                       | Aniene                                                    | 35                                                        | Lazio                                                     |
| 39º                                                       | Fella                                                     | 35                                                        | Friuli-Venezia Giulia                                     |
| 40º                                                       | Stura di Lanzo                                            | 32                                                        | Piemonte                                                  |
| 41º                                                       | Ombrone Grossetano                                        | 32                                                        | Toscana                                                   |
| 42º                                                       | Calore Irpino                                             | 32                                                        | Campania                                                  |
| 43º                                                       | Bacchiglione                                              | 30                                                        | Veneto                                                    |
| 44º                                                       | Brembo                                                    | 30                                                        | Lombardia                                                 |
| 45º                                                       | Calore Lucano                                             | 30                                                        | Campania                                                  |
| 46º                                                       | Taro                                                      | 30                                                        | Liguria, Emilia-Romagna                                   |
| 47º                                                       | Dora Riparia                                              | 26                                                        | Francia, Piemonte                                         |
| 48º                                                       | Simeto                                                    | 25                                                        | Sicilia                                                   |
| 49º                                                       | Rapido o Gari                                             | 25                                                        | Lazio                                                     |
| 50º                                                       | Orco                                                      | 24                                                        | Piemonte                                                  |
| 51º                                                       | Serio                                                     | 23                                                        | Lombardia                                                 |
| 52º                                                       | Scrivia                                                   | 23                                                        | Piemonte, Lombardia, Liguria                              |
| 53º                                                       | Flumendosa                                                | 22                                                        | Sardegna                                                  |
| 54º                                                       | Metauro                                                   | 21                                                        | Toscana, Marche                                           |
| 55º                                                       | Cordevole                                                 | 21                                                        | Veneto                                                    |
| 56º                                                       | Sieve                                                     | 20                                                        | Toscana                                                   |
| 57º                                                       | Tanagro                                                   | 20                                                        | Basilicata, Campania                                      |
| 58º                                                       | Chiascio                                                  | 19                                                        | Umbria                                                    |
| 59º                                                       | Coghinas                                                  | 18                                                        | Sardegna                                                  |
| 60º                                                       | Tirso                                                     | 16                                                        | Sardegna                                                  |
| 61º                                                       | Idice                                                     | 16                                                        | Toscana, Emilia-Romagna                                   |
| 62º                                                       | Santerno                                                  | 16                                                        | Toscana, Emilia-Romagna                                   |
| 63º                                                       | Olona                                                     | 15                                                        | Lombardia                                                 |
| 64º                                                       | Entella                                                   | 14                                                        | Liguria                                                   |
| 65º                                                       | Sarno                                                     | 13                                                        | Campania                                                  |
| 66º                                                       | Lambro                                                    | 12                                                        | Lombardia                                                 |
| 67º                                                       | Nestore                                                   | 11                                                        | Umbria                                                    |
| 68º                                                       | Parma                                                     | 11                                                        | Emilia-Romagna                                            |
| 69º                                                       | Paglia                                                    | 11                                                        | Toscana, Umbria                                           |
| 70º                                                       | Neto                                                      | 11                                                        | Calabria                                                  |
| 71º                                                       | Albegna                                                   | 11                                                        | Toscana                                                   |
| 72º                                                       | Candigliano                                               | 10                                                        | Umbria, Marche                                            |
| 73º                                                       | Tammaro                                                   | 10                                                        | Molise, Campania                                          |
| 74º                                                       | Topino                                                    | 10                                                        | Umbria                                                    |
| 75º                                                       | Alcantara                                                 | 10                                                        | Sicilia                                                   |
| 76º                                                       | Marecchia                                                 | 10                                                        | Emilia-Romagna                                            |
| 77º                                                       | Senio                                                     | 10                                                        | Toscana, Emilia-Romagna                                   |

## I fiumi del versante adriatico
Sfociano nel Mar Adriatico:
1. il Po, è il più importante fiume d'Italia. È ricco di affluenti che discendono in parte dal versante meridionale della  catena alpina e in parte dal versante emiliano della catena appenninica.
2. i fiumi defluenti dalle Alpi Orientali direttamente nell'Adriatico e alcuni altri che, con i primi, costituiscono il cosiddetto sistema idrografico padano-veneto, di gran lunga il più importante d'Italia.
3. I fiumi che scendono dal versante orientale della Catena Appenninica nella zona di penisola compresa tra la Romagna e la Puglia.

### Il Po
Il Po nasce dal Monviso, in Piemonte, e sfocia nell'Adriatico tra le province di Rovigo (Veneto) e di Ferrara (Emilia-Romagna), dopo aver percorso circa 652 chilometri e drenato un bacino di quasi 75000 km², con portate medie annue dell'ordine di 1540 m³/s.
Tale valore, rispetto a quello dei maggiori fiumi europei, tutti più lunghi del Po, è inferiore, per esempio, rispetto al Volga, la cui portata è circa 6 volte quella del Po, al Danubio (4 volte), al Reno e al Rodano (1,5 volte), e maggiore di quello dell'Elba, dell'Oder, della Senna e della Garonna (circa il doppio), del Tago, del Duero e dell'Ebro (circa il triplo), della Loira e la Mosa (4 volte tanto).
Tra i fiumi la cui portata è pressoché uguale figurano la Vistola, la Pečora e la Dvina Settentrionale.
In effetti il Po, a fronte di un percorso relativamente breve su scala continentale, drena un bacino relativamente vasto e, soprattutto, impostato su territori montani relativamente elevati con presenza anche di cospicui ghiacciai che ne assicurano una buona alimentazione estiva (la parte delle Alpi, di cui drena almeno metà del versante mediterraneo; molto più marginalmente l'Appennino settentrionale che offre il suo tributo prevalente con le piogge autunnali e primaverili).
In ragione di ciò l'afflusso da sinistra è più regolare, mentre quello di destra varia su base stagionale; il corso medio-inferiore del Po è protetto da dighe e argini, talora in duplice e triplice ordine, al fine di preservare da inondazioni le campagne circostanti.
Fra i fiumi d'Italia che sfociano direttamente in mare è quello che ha il rapporto fra superficie di bacino e lunghezza maggiore, pari a 115 km²/km, ovvero due volte e mezza quanto il Tevere, che in tale classifica lo segue immediatamente; terzo è l'Arno, meno di un terzo del valore del Po; solo il Sele, peraltro assai più corto degli altri, ha un rapporto di oltre 31 km²/km.
Il Po ha una larghezza massima di circa 800 metri e una profondità media tra i due e i quattro metri tra Saluzzo fino alla confluenza con il Ticino; da lì alla foce raggiunge anche i 9-10 metri di profondità.
A 35 km circa dal mare Adriatico si stacca il primo ramo del suo delta, il Po di Volano; a seguire vengono gli altri cinque grandi canali in cui il delta si sviluppa, il Po di Maestra, il Po di Pila, il Po di Tolle, il Po di Gnocca e il Po di Goro.
Quest'ultimo segna il confine effettivo tra Veneto ed Emilia-Romagna.
Il fiume convoglia grandi quantità di sabbia per erosione; ciò porta alla formazione di banchi e isole instabili, visibili nel delta, e che furono all'origine della pianura padana (un esempio simile si ha poco distante con Ravenna, il cui centro storico si trovava in antichità sul mare e oggi, per via dei detriti trasportati nell'Adriatico dai fiumi romagnoli Montone e Ronco, si trova a circa 8 km nell'entroterra).
A causa di questi fenomeni sabbiosi la navigazione fluviale è fortemente limitata; in effetti il Po è percorribile da imbarcazioni di media grandezza solo tra l'inizio della foce fino all'altezza di Pavia.
Il rapporto tra portate massime e minime assolute è di circa 60 (la sua portata di picco fu dai circa 13000 m³/s durante l'alluvione del Polesine ai 214 m³/s durante l'estate del 2003), che caratterizzano il Po come fiume a regime quasi torrentizio: in Italia vi sono fiumi la cui portata è più regolare, quali per esempio il Nera, principale affluente del Tevere, il cui analogo rapporto è di circa 20, il Velino, circa 5, il Mincio, affluente del Po stesso, circa 4 volte.
Il tratto finale del Po scorre in argini pensili, vale a dire che il letto si trova a una quota più elevata rispetto alla pianura circostante; questo ha portato spesso a fenomeni di esondazione del fiume in occasione di piogge di eccezionale portata, tra cui si cita l'alluvione che avvenne in Polesine nel novembre del 1951.

### I fiumi del Triveneto
Attraverso il prolungamento veneto della Pianura Padana scorrono (in senso orario): 
- il Tartaro-Canalbianco-Po di Levante, il cui bacino di scolo è di importanza fondamentale per la bonifica idraulica delle Valli Grandi Veronesi, di parte della bassa mantovana e dell'alto e medio Polesine. Nasce da numerose risorgive in provincia di Verona e gran parte del suo tratto è stato modificato sia per motivi di riassesto idrologico sia per motivi di navigazione.
- l'Adige, lungo circa 410 km, è il secondo fiume d'Italia per lunghezza, ma il terzo per superficie di bacino (12200 km²). Nasce presso il Passo di Resia. Lungo il suo corso tocca Merano (Val Venosta), qui riceve il Passirio. Poco dopo giunge a Bolzano, dove raccoglie le acque dell'Isarco (il quale ne incrementa la portata più del doppio), che nasce dal Passo del Brennero e che a sua volta riceve, a Bressanone, la Rienza, la quale, drenando una delle sezioni più elevate e ricche d'acqua delle Alpi, gli versa oltre i 4/5 della portata. Poco prima di Trento confluiscono nell'Adige: sulla destra, il torrente Noce, che percorre la Val di Sole e la Val di Non; sulla sinistra, il torrente Avisio, che nasce dalla Marmolada. Giunto a Trento riceve da sinistra il Fersina, Entra quindi in Val Lagarina e giunto a Rovereto riceve sempre da sinistra il Leno, sbocca quindi in pianura bagnando Verona e nell'ultimo tratto scorre parallelo al Po fino alla foce nei pressi di Chioggia. Ha un regime prevalentemente alpino con magre invernali, piene primaverili ed autunnali e morbide assai cospicue in estate, soprattutto in conseguenza del forte tributo della Rienza, attraverso l'Isarco e nel Noce.
- il Brenta nasce nell'alta Valsugana dai laghi di Caldonazzo e di Levico. Scorre in una valle nella maggior parte profonda e stretta (Canale di Brenta), ricevendo il tributo del fiume Cismòn (che scende dal Passo Rolle, drena il Cimon della Pala, le Pale di San Martino e ne raddoppia la portata); scorre tra il Grappa e l'Altopiano di Asiago, ricevendo anche il forte tributo idrico (12 m³/s) dal fiume Oliero, fino a Bassano; di qui scende fin presso Padova e, dopo aver ricevuto il Bacchiglione, si dirige verso il mar Adriatico dove sfocia, a pochi chilometri da Chioggia. le sue portate nel basso corso sono copiose e superiori anche a quelle di fiumi più lunghi, come il Tagliamento, soprattutto per merito del tributo regolare del Bacchiglione (in pratica un fiume di risorgiva) e delle altre risorgive carsiche che emunge al piede dell'Altopiano di Asiago (o dei Sette Comuni).
- il Sile, tipico fiume di risorgiva (come il Dese, lo Zero, lo Stella, ecc.), sviluppa il suo tortuosissimo corso di 99 km completamente in pianura, fra la gigantesca risorgiva che lo origina presso le località di Casacorba, in provincia di Treviso(è la maggiore sorgente italiana, con una portata, pressoché costante, di circa 35 m³/s) e la foce nella Laguna di Venezia, in parte mescolando le proprie acque con quelle del Piave.
- il Piave nasce dalle Alpi Carniche (Monte Peralba) in comune di Sappada (UD) e riceve le acque di alcuni torrenti che scendono dalle Dolomiti (Boite, Maè, Cordevole, Vajont, ecc.). Bagna Belluno e, dopo aver attraversato la pianura trevigiana si getta nel mar Adriatico. Mentre un tempo sfociava nell'antico porto di Jesolo, al margine orientale della laguna veneta, attualmente la sua foce (porto di Cortellazzo) è stata spostata di una decina di chilometri più ad oriente, in seguito all'accumularsi di detriti trasportati dalle sue acque. Il suo bacino imbrifero è relativamente piccolo (con 4100 km² è solo il 14º per grandezza in Italia) in rapporto alla lunghezza che ne fa il 9º fiume italiano. Le portate medie alla foce sono di oltre 100 m³/s ma con regime molto irregolare con piene imponenti (anche 5000 m³/s) e minimi inferiori a quelli di fiumi veneti assai più brevi, quali Brenta e Livenza.
- la Livenza nasce nelle vicinanze di Polcenigo, in provincia di Pordenone, da due grosse risorgive carsiche (Il Gorgazzo e La Santissima), poste al piede delle prealpi Carniche (massiccio del Cavallo, altopiano del Cansiglio e Piancavallo). Dopo un corso molto sinuoso in una pianura ricca d'acqua, si getta nell'Adriatico (nella piccola laguna di Santa Margherita) presso Càorle con portate minime che non scendono mai sotto i 30 m³/s. Fra i suoi affluenti merita menzione il sistema Cellina-Meduna, a carattere eminentemente torrentizio, con piene che possono superare addirittura i 4000 m³/s.
- il Tagliamento nasce nelle Alpi Carniche. Scorre dapprima rapido in una valle dirupata e poi nella conca di Tolmezzo riceve le acque provenienti dal passo di Monte Croce Carnico e dal Canal del Ferro il (torrente Fella); il letto del Tagliamento, per quasi tutto il tratto successivo è larghissimo (anche 3 km), poiché si divide in vari rami separati fra di loro da isole ghiaiose, sommerse solo nel tempo delle piene, che sono assolutamente rovinose con portate che possono raggiungere anche i 4000 m³/s come nel novembre 1966.
- l'Isonzo nasce dalle Alpi Giulie in Slovenia, passa presso Gorizia e sbocca a Punta Sdobba, presso Monfalcone. Dapprima percorre una valle selvaggia e boscosa, la quale si allarga dopo Caporetto, per restringersi nuovamente nel tratto che conduce a Gorizia, ai bordi del corso. Da sinistra (Alpi Giulie) riceve il Vipacco e da destra il Torre (che a sua volta riceve le acque dello Iudrio alimentato anche dal fiume Versa) con il sub-affluente Natisone e, nei pressi di Gorizia, il torrente Piumizza e il torrente Groina. Ha regime sì torrentizio, ma le portate minime non scendono mai sotto i 50 m³/s (ciò grazie all'alimentazione carsica anche subalvea che ne caratterizza il suo alto bacino, peraltro anche soggetto ad elevatissima piovosità) mentre le massime possono superare anche i 4000 m³/s; le portate medie (170 m³/s) sono superiori a quelle di qualsiasi altro fiume veneto, friulano o tridentino, escluso l'Adige e ne fanno uno dei fiumi più ricchi d'acqua della Penisola.
- il Timavo, dal corso apparentemente brevissimo (circa 90 km), nasce in Slovenia sulle pendici del Monte Nevoso. Presso le Grotte di San Canziano (sempre in Slovenia) il corso del fiume scompare sotto terra, per riaffiorare come risorgiva al confine tra le province di Trieste e ((Gorizia)), in località San Giovanni di Duino; qui poi procede verso il mare per l'ultimissimo tratto; La risorgiva è considerata una delle maggiori risorgive italiane (18 m³/s di portata minima).

### I fiumi del versante orientale degli Appennini
I fiumi, che dal versante orientale dell'Appennino scendono all'Adriatico, sono in genere brevi e tranne il Reno nessuno supera i 200 km di corso.
In genere sono anche scarsi d'acqua nella stagione estiva (ad eccezione solo dell'Aterno-Pescara che è l'unico fiume a sud del Po ad avere portate minime estive alla foce superiori a 10 m³/s), ma soggetti a piene violente in primavera e in autunno. Scorrono inoltre per la maggior parte paralleli tra di loro con andamento delle valli perpendicolare alla costa (sempre ad eccezione del Reno e lo stesso Aterno-Pescara che disegnano infatti una sorta di 'L').
I principali sono:
- il Reno che nasce dal massiccio de Le Lari (Appennino Pistoiese) e sfocia nell'Adriatico tra Ravenna e le Valli di Comacchio. Un tempo si congiungeva con il Po; attualmente, a metà circa del suo corso, devia verso sud-est e si dirige verso il mare scorrendo nell'antico alveo del Po di Primaro e raccogliendo le acque dell'Idice, del Sillaro, del Santerno e del Senio. È di gran lunga il maggiore per lunghezza (212 km), superficie di bacino (5040 km²) e portata media annua (95 m³/s alla foce) dei fiumi che sversano in Adriatico a sud del Po, anche se in estate la sua portata alla foce si riduce drasticamente ben al di sotto dei 10 m³/s.
- il Lamone che nasce dalla Colla di Casaglia, sull'Alpe di San Benedetto e termina il suo corso in una cassa di colmata presso Ravenna che lo mette poi in comunicazione col mare Adriatico presso Marina Romea, nella Pineta di San Vitale;
- il Fiumi Uniti, si forma nei pressi della periferia di Ravenna dalla confluenza dei fiumi Ronco e Montone che scendono dall'Appennino Romagnolo: rispettivamente il primo dal Passo del Muraglione ed il secondo dall'unione, a sua volta, del Rabbi, che scende dall'Alpe di San Benedetto, e del Bidente che sua volta si forma da tre rami distinti (di cui uno proviene dal Monte Falterona) presso Santa Sofia.
- il Savio, che nasce da vari rami presso il Monte Fumaiolo, e che dopo un corso lungo 126 km (risultando così il fiume più lungo della Romagna) sfocia nell'Adriatico presso Lido di Classe.
- il Marecchia nasce dal Monte Fumaiolo e sfocia a Rimini, dove il fiume è incanalato e forma il porto della città stessa.
- il Metauro, fiume principale della regione Marche, è alimentato dai torrenti Meta e Auro, i quali scendono dalla Bocca Trabaria e dalla Bocca Serriola e soprattutto il suo affluente Candigliano. All'altezza di Calcinelli e Cerbara (Piagge) forma il canale Albani, che rifornisce d'acqua la città di Fano, città dove esso sfocia.
- il Cesano, fiume che segna lo storico confine tra le province di Pesaro e Urbino e Ancona, che nasce sul Monte Catria e sfocia a Senigallia.
- l'Esino nasce dall'appennino Umbro-marchigiano e, dopo un percorso di 93 km, sfocia poco a nord di Ancona. Fra tutti i fiumi marchigiani è sicuramente quello col regime idrografico più regolare con portata media di 18 m³/s e con minime non inferiori ai 5/6 m³/s. Il suo principale affluente, il Sentino è il fiume che nel corso dei secoli ha formato tramite la sua erosione le famose grotte di Frasassi; altri affluenti degni di nota sono il fiume Giano, il torrente Esinante, il torrente Granita e il torrente Triponzo.
- il Potenza nasce nel Comune di Fiuminata dal Monte Vermenone e dopo un percorso di 95 km, sfocia a Porto Recanati.
- il Chienti nasce nell'appennino Umbro-Marchigiano e sfocia in mare presso Civitanova Marche dopo aver bagnato le cittadine di Camerino, Tolentino e Macerata. La sua valle è percorsa dalla superstrada Civitanova-Foligno denominata proprio della valdichienti.
- l'Ete morto, affluente del Chienti che attraversa vari comuni della provincia di Fermo e della provincia di Macerata
- il Tenna, principale fiume della provincia di Fermo che nasce nel comune di Montefortino e percorre tutta la Val Tenna per poi sfociare, dopo 70 km, a Porto Sant'Elpidio nel Mare Adriatico. I suoi affluenti sono i torrenti Ambro, Tennacola e Salino.
- l'Ete vivo, nasce al confine tra i comuni di Santa Vittoria in Matenano e Montelparo e nel suo percorso di circa 35 km sfocia in località Santa Maria a Mare di Porto San Giorgio.
- il Tronto, secondo fiume delle Marche, nasce sui Monti della Laga e lungo il suo corso bagna Ascoli Piceno. Sfocia tra Porto d'Ascoli di San Benedetto del Tronto e Martinsicuro e costituisce il confine fra le regioni Marche ed Abruzzo. Tra gli affluenti ha il Torrente Castellano.
- il torrente Vibrata, il quale nasce nei pressi della Montagna dei Fiori e sfocia nell'Adriatico tra le località costiere di Villa Rosa e Alba Adriatica.
- il Salinello nasce dal Monte Panaccio e sfocia fra Tortoreto e Giulianova, per una lunghezza di circa 45 km.
- il Tordino nasce da Monte Gorzano, la montagna più alta della catena dei Monti della Laga. Il suo affluente principale è il torrente Vezzola. I due fiumi cingono il centro storico di Teramo per poi incontrarsi subito a valle della città. Sfocia a sud di Giulianova ed è lungo circa 60 km.
- il fiume Vomano nasce dal Monte San Franco, sul versante aquilano del Gran Sasso d'Italia, e sfocia nell'Adriatico tra le località costiere di Roseto degli Abruzzi e la frazione Scerne di Pineto.
- il fiume Piomba nasce dal Monte Giove e sfocia nell'Adriatico tra le località costiere di Silvi e Città Sant'Angelo.
- il Saline che ha origine dall'unione dei fiumi Fino (affluente di sinistra) e Tavo (affluente di destra) e sfocia nell'Adriatico tra le località di Città Sant'Angelo e Montesilvano.
- l'Aterno-Pescara, fiume principale d'Abruzzo, ha origine con il nome Aterno dai Monti dell'Alto Aterno presso Montereale. Scorre prima tra selvagge montagne e poi nella piana ubertosa dell'Aquila fino alla Conca Peligna; unendosi al torrente Pescara, raccogliendo le acque di numerosi affluenti — tra cui il Tirino — attraversa con il nome di Pescara l'omonima valle toccando Chieti e sfocia nel mare là dove sorge la città di Pescara. Ha regime assai regolare e portata minima e media di gran lunga maggiore (18 m³/s) fra i fiumi che sfociano in Adriatico a sud del Po.
- il Sangro, secondo fiume dell'Abruzzo, nasce sui monti che circondano a sud la Conca Marsicana e scorre quasi sempre lungo l'omonima valle alpestre e ristretta aprendosi un letto più ampio solo nel tratto medio ed inferiore.
- il Biferno, principale fiume del Molise, nasce dai monti del Matese (Appennino Molisano) e sfocia presso Termoli nel Mare Adriatico.
- il Fortore, formato da diversi rami che scendono dall'Appennino campano, separa il Molise dalla Puglia.
- il Cervaro, sorge nei monti della Daunia tra Puglia e Campania, percorre poi l'omonima valle impervia e boscosa, penetrando infine nel Tavoliere delle Puglie. Ha due foci: una naturale nel lago Salso, l'altra artificiale (Cervaro Nuovo) nel golfo di Manfredonia.
- l'Ofanto, principale fiume della Puglia nasce dai monti dell'Irpinia da dove hanno origine anche i fiumi Sele e Calore del versante tirrenico. Ha regime spiccatamente torrentizio con acque abbastanza scarse e melmose e andamento serpeggiante nell'ultimo tratto. Separa il Tavoliere dal calcareo altopiano delle Murge, ove i fiumi mancano.

## I fiumi del versante ionico
Sfociano nel Mar Ionio vanno soggetti ad impetuose piene invernali, aggravate dal fatto che l'Appennino Lucano, nella sua zona collinare è scarsamente coperto di vegetazione. Data la rilevante quantità di detriti trasportati in tali periodi e la scarsa pendenza d'una gran parte del loro corso, questi fiumi finiscono per diventare acquitrinosi creando zone malsane.
Tra questi fiumi si ricordano:
- il Bradano, principale fiume della Basilicata per estensione di bacino, che nasce nei pressi del Monte Carmine e sfocia nel Golfo di Taranto presso l'antica colonia greca di Metaponto.
- il Basento, il fiume più lungo della Basilicata e il più lungo d'Italia a sfociare nel Mar Ionio, ha le sue sorgenti sui Monti Arioso-Sellata, presso Potenza; sfocia esso pure nella piana di Metaponto
- l'Agri nasce sul Monte Maruggio, a poca distanza dalle sorgenti del Basento e scende nel Golfo di Taranto, scorrendo in un alveo ghiaioso e sinuoso. È il principale corso d'acqua della Basilicata per portata d'acqua.
- il Sinni nasce dal Monte di Papa (o Sirino)
- il Crati, principale fiume della Calabria, che discende dalla Sila raggiungendo la piana di Sibari; in essa raccoglie anche le acque che scendono dal monte Pollino.
- il Neto, secondo fiume della Calabria, proveniente anch'esso dalla Sila.

## I fiumi del versante ligure - nord tirreno
Sono generalmente caratterizzati da un regime torrentizio con accentuatissime magre estive (per i fiumi calabresi avvengono addirittura vere e proprie secche); questo regime interessa anche corsi d'acqua lunghi e importanti come l'Arno e l'Ombrone Grossetano, che in estate presso le foci scaricano valori modestissimi di portata rispettivamente di 6 e 2 m³/s.
A questo regime sfuggono invece alcuni corsi d'acqua dell'Italia centro-meridionale come il Tevere con alcuni suoi affluenti e sub affluenti come il Nera, il Velino e l'Aniene; il Liri-Garigliano, il Volturno, il Sele con il suo affluente Tanagro e pochi altri, in quanto alimentati da grosse sorgenti carsiche talvolta subalvee che scaturiscono ai piedi di massicci calcarei che caratterizzano ad esempio la Sabina, il Matese, il Cilento, ecc.; sfuggono alla regola (anche se solo in parte) i fiumi Magra e Serchio, non tanto per l'alimentazione carsica (che ha molta meno importanza rispetto ai fiumi del centro-sud), ma per la collocazione dei loro bacini (specie quello del Serchio), su territori montani ad elevatissima piovosità anche nel periodo estivo (Alpi Apuane, Appennino Tosco-Emiliano) in quanto soggetti l'influenza del Mar Tirreno da ovest, fornitore di forti correnti umide. 
I fiumi tirrenici sono quelli con il corso più lungo e i bacini più estesi del centro Italia, (anche rispetto a quelli peninsulari del versante adriatico), ma nessuno di essi (Arno e Tevere a parte) supera i 200 km di corso, né vi s'avvicina. Solo tre di essi (Volturno, Ombrone Grossetano e Liri-Garigliano), superano i 150 km. L'Arno presenta un corso più lungo della media perché la prima parte di esso compie un giro quasi completo attorno al massiccio appenninico del Pratomagno prima di assumere la direzione prevalente est-ovest verso il mare. Il Tevere invece, ha un andamento prevalentemente longitudinale rispetto alla penisola e questo gli consente di drenare un bacino assai più vasto di tutti gli altri fiumi peninsulari, con tributi sia da destra (a carattere torrentizio), sia da sinistra (a prevalente carattere carsico, quindi assai più regolare), il che gli fornisce una certa copiosità delle portate minime. Ancor più torrentizi sono i fiumi del versante ligure, a causa anche dell'estrema brevità del loro corso dovuta allo spartiacque molto prossimo alla costa. Anche in questo caso sono pochissime le eccezioni: il Roia (il cui corso di 59 km tuttavia si sviluppa per gran parte in territorio francese), la Magra (il maggiore fiume per portata media e minima sfociante in Liguria, che scorre però per gran parte in Toscana) e il Vara (principale affluente della Magra, che con quasi 60 km di corso è il fiume più lungo interamente ligure); questi ultimi inoltre sono gli unici corsi d'acqua della regione che non seccano in estate.
I principali fiumi del versante ligure-tirrenico sono:
- il Roia, che origina presso il Colle di Tenda; nasce in Francia, dopo aver percorso un'angusta valle entra in Italia, si getta nel Mar Ligure a Ventimiglia dopo 59 km di corso.
- l'Arroscia, che dopo un corso di circa 50 km sfocia ad Albenga, mutando nel tratto finale, dopo la confluenza col Neva, il suo nome in Centa.
- i torrenti Polcevera e Bisagno, che racchiudono la città di Genova. In particolare, il Polcevera nasce presso il Passo dei Giovi e scorre in una valle importante, in quanto lungo essa discendono la strada e la linea ferroviaria che mettono in comunicazione la Pianura Padana con Genova.
- il Lavagna, proveniente dal Passo dello Scoffera, che sfocia presso Chiavari dopo essersi unito con la Graveglia e la Sturla formando l'Entella. Il nome Lavagna ricorda il noto materiale roccioso, che si estrae dalle montagne circostanti col quale si fabbricano le lavagne didattiche.
- la Magra, che nasce e scorre per gran parte in Toscana dal Passo della Cisa e raccoglie le acque del Vara, il quale scende dal Monte Zatta, sfociando poi in Liguria presso Sarzana nel Mar Ligure.
- il Frigido, breve ma copioso fiume che nasce dalle Alpi Apuane e sfocia nel Mar Ligure presso la città di Massa (Italia).
- il Carrione, piccolo corso d'acqua perenne che bagna la città di Carrara, esondato violentemente nel settembre 2003 durante l'alluvione che ha colpito la città causando anche alcune vittime.
- il Serchio, fiume che separa le Alpi Apuane dall'Appennino. Nel suo tratto superiore scorre lungo la valle Garfagnana dove raccoglie le copiose acque che discendono dal Passo dell'Abetone per poi percorre la piana di Lucca e sfociare nel Tirreno.

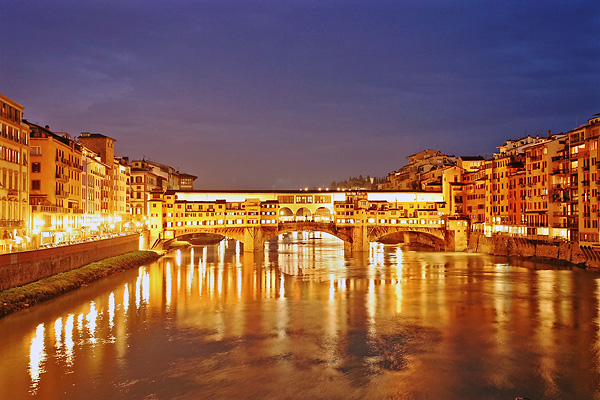
L'Arno nel centro di Firenze

- l'Arno che è, per estensione del suo bacino idrografico, il 5º dei fiumi d'Italia ed è lungo 241 km. Nasce dal Falterona, percorre la Valle del Casentino, risale quindi, tra il gruppo del Pratomagno e le colline del Chianti, verso Firenze. Prima di questa città confluisce in esso la Sieve, che dalla Futa scende lungo il Mugello. Dopo Firenze, sempre dalla destra, riceve le acque del Bisenzio; e dalla sinistra quelle dell'Elsa e dell'Era, ambedue defluenti delle Colline Metallifere. Bagna Pisa lungo il suo ultimo tratto. È un fiume che, a dispetto della sua lunghezza e soprattutto alla sua estensione di bacino, ha un regime estremamente torrentizio.

La valle percorsa dall'Arno viene divisa in tronchi così chiamati: Valdarno casentinese, aretino, superiore, fiorentino, inferiore e pisano, a seconda della zona percorsa.
I versanti da cui scendono i suoi affluenti e le conche che si allagano lungo il suo corso sono ubertose, ricche di coltivazioni e di centri popolosi agricoli ed industriali.
- il Cecina che nasce dalle Colline Metallifere e si versa nel Mar Tirreno a Bocca di Cecina, a metà circa tra Livorno e Piombino.
- l'Ombrone che nasce dai monti del Chianti, attraversa la Maremma e sfocia nel Tirreno presso Grosseto. 2º fiume della Toscana per lunghezza, ha regime ancor più torrentizio dell'Arno.
- l'Albegna che nasce dal Monte Aquilaia e sfocia nel Mar Tirreno presso Albinia.
- il Chiarone, breve corso d'acqua a carattere torrentizio che, nel suo ultimo tratto fino alla foce, segna il confine tra Toscana e Lazio.
- il Fiora, le cui sorgenti si trovano sul Monte Amiata, attraversa la Toscana meridionale ed entra nel territorio laziale dove sfocia a valle di Montalto di Castro.

## Il bacino del Tevere
Maggior fiume dell'Italia Peninsulare, nasce dal Monte Fumaiolo a 1408 m di altezza. È, con 405 km di corso il 3º fiume della penisola per lunghezza dopo Po e Adige risultando però il 2º per ampiezza di bacino dopo il Po e ancora il 3º per volume d'acque dopo Po e Ticino.
Il suo corso si snoda lungo i territori di ben quattro regioni italiane: Emilia-Romagna, Toscana, Umbria e Lazio.
Le sue acque, giallastre e limacciose, sono abbondanti tutto l'anno grazie al notevole apporto sorgivo fornito dal suo affluente Nera. 
Le piene del Tevere, data la notevole portata dei suoi numerosi affluenti, sono molto imponenti: si verificano di solito in autunno a causa delle precipitazioni, giungendo talvolta a livelli anche di 15 m di altezza presso Roma.
La sua sorgente si trova in Emilia-Romagna ma il fiume entra quasi subito in Toscana per alcuni chilometri.
Entra poi in Umbria percorrendo la Valle Tiberina. Poco dopo essere entrato nel territorio umbro riceve le acque del Chiascio a Bastia Umbra. Il fiume Chiascio ha solo affluente di rilievo, il Topino, che con una lunghezza di 77 km è lungo quanto il Chiascio stesso (82 km). Il Tevere dopo aver raccolto le acque del torrente Puglia presso Collepepe, a Marsciano riceve le acque del Nestore, che sviluppa il proprio corso nell'Umbria centrale con una lunghezza di 42 km. I maggiori affluenti sono il Genna, il Caina e il Fersinone. Pochi chilometri prima di Todi riceve il torrente Faena ed il torrente Rio; poco oltre la stessa Todi riceve invece il torrente Naia. Ad Orvieto riceve le acque del fiume Paglia, che scende dal monte Amiata.
Presso Orte, da sinistra, discende nel Tevere il Nera, che a sua volta ha ricevuto le acque del Velino alimentato da seconda maggiore sorgente carsica italiana (la prima è costituita dalla risorgiva del Fiume Sile, in Veneto), detta Sorgente del Peschiera che sgorga poco a valle di Antrodoco, in sinistra idraulica, quasi subalvea, con l'enorme portata minima di 25 m³/s; Il Velino, prima di gettarsi nel Nera, poco sopra l'importante centro di Terni, precipita dalla sua vallata con un balzo di 165 m, formando la Cascata delle Marmore. Il Nera fornisce il 50% della portata del Tevere e in estate non scende mai sotto i 50 m³/s, di cui almeno 30 sono dovuti al Velino.
Prima di giungere a Roma, il Tevere riceve ancora da destra il Treja e da sinistra l'Aniene (o Teverone), le cui acque formano presso Tivoli una famosa cascata dell'altezza di 108 m. Dopo aver attraversato per circa una trentina di chilometri la Campagna Romana, si divide in due bracci: uno (il vero alveo) sfocia a Ostia, l'altro a Fiumicino (ed è un canale artificiale); tra i due bracci è compresa l'Isola Sacra. 
Le bocche, come quelle dell'Arno, sono alquanto ostruite dalle sabbie, trasportate dal fiume.

## I fiumi della penisola sul versante sud Tirreno
- il Liri-Garigliano, coi suoi 158 km ed un bacino imbrifero di 5020 km², è uno dei principali fiumi del centro-sud e abbonda di acque in ogni stagione (la sua portata media alla foce è seconda solo a quella del Tevere, attestandosi ad oltre 120 m³/s); ha origine con il nome di Liri ad ovest della Conca Marsicana, donde viene alimentato attraverso un condotto sotterraneo. Deriva le sue acque da quelle del Liri e del Gari riunite insieme. Scorre dapprima in una valle ristretta, che prende il nome di Roveto; forma dopo Sora due belle cascate; dopo la confluenza col Sacco, che proviene dalle alture di Palestrina, scorre in un'ampia conca tra l'appennino e l'antiappennino (Monti Ausoni e Monti Aurunci); quindi riceve le acque del Gari, che discende dalla valle di Cassino i due fiumi si uniscono presso la località Giunture nel territorio di Sant'Apollinare, località che prende il nome dalla confluenza del fiume. Con il nome di Garigliano, il fiume si apre poi la via tra i Monti Aurunci ed il cono vulcanico di Roccamonfina, per sboccare nel Golfo di Gaeta.
- il Volturno, lungo 175 km e con un bacino imbrifero di 5455 km², è il maggiore fiume della Campania e del sud-Italia per lunghezza, superficie di bacino e portata, e il suo maggior tributario è il Calore Irpino, a sua volta alimentato perennemente dal Tammaro che dà al Volturno una portata perenne. Nasce presso il Passo di Rionero tra la Meta ed il Matese. Dopo aver ricevuto le acque del Calore Irpino, attraversa la valle vicina alle Localizzazione delle Forche Caudine e poi la piana di Capua prima di gettarsi nel Golfo di Gaeta.
- il Sele nasce presso la sella di Conza. Parte delle acque della sua grande sorgente carsica (Caposele, con portate prossime ai 10 m³/s) alimentano l'Acquedotto Pugliese. Nel Sele confluiscono le acque del Tanagro, che scaturiscono dal Monte di Papa (Appennino Lucano); il Tanagro ha un corso più lungo del suo collettore, separa l'appennino Lucano dal massiccio del Cilento, scorrendo nel lungo solco pianeggiante detto Vallo di Diano. Il Sele sbocca nel mare del Golfo di Salerno, dopo aver attraversato una pianura costiera di origine alluvionale, molto ricca e popolata già dall'antichità (essa prende il nome dall'antica ed opulenta città di Pesto (Paestum), i ruderi della quale si possono vedere precorrendo in treno la linea ferroviaria Napoli-Reggio Calabria).

Seppur breve (appena una sessantina di chilometri) il Sele è il 2º fiume del sud-Italia per volume d'acqua dopo il Volturno con quasi 70 m³/s di portata media annua.
- l'Alento, il Mingardo, il Lambro e il Bussento brevissimi fiumi campani che nascono dal Cilento e sfociano nel Tirreno. Essi sono da citare più che altro per la loro portata, che è abbastanza consistente se messa in relazione ai modesti bacini di raccolta, e per alcune loro interessanti particolarità fisiche e naturalistiche. Il Bussento, in particolare, è degno di nota perché interessato da un importante fenomeno carsico che lo porta a sparire in un'imponente grotta nei pressi di Caselle in Pittari per poi riemergere, dopo un percorso sotterraneo di circa 5 km, da un'imponente parete rocciosa a picco nel comune di Morigerati.

Dal versante tirrenico calabro-lucano non scendono corsi d'acqua importanti ad esclusione del fiume Noce-Castrocucco proveniente dal Monte Sirino e soprattutto del Lao, 50 km, che raccoglie le copiose acque provenienti dal massiccio del Pollino e sfocia nel Tirreno presso Scalea risultando il maggior fiume della Calabria tirrenica per portata media alla foce; per il resto gli altri corsi d'acqua hanno regimi stagionali e sono spesso definite fiumare, mostrando le stesse caratteristiche di quelle lucane e, nei periodi in cui sono asciutte, servono anche come vie di comunicazione (mulattiere).

## I fiumi insulari

### I fiumi di Sicilia
In Sicilia i corsi d'acqua assomigliano più che altro a dei grossi torrenti piuttosto che a veri e propri fiumi, alcuni in un certo senso classificati come fiumare, tipiche della Calabria. Molta della loro acqua scorre spesso sotto la superficie ghiaiosa del loro letto. Tra i più importanti si ricordano:
- l'Imera Meridionale o Salso, il fiume più lungo della Sicilia che si getta nel Mar Mediterraneo a Licata, dopo aver attraversato da nord a sud quasi tutta l'isola, discendendo dalle Madonie fino a Caltanissetta, tra montagne ricche di zolfo e salgemma. Nonostante l'ampiezza del suo bacino con appena 5 m³/s di portata presso la foce è un fiume poverissimo di acque.
- il Simeto, che è il maggiore corso d'acqua della Sicilia per superficie di bacino imbrifero (4186 km²) e portata d'acqua media alla foce (25 m³/s), e che dopo avere drenato anche il versante occidentale dell'Etna e formato la maggiore pianura sicula, si getta nel Mar Ionio.
- il Platani, fiume della Sicilia centro-occidentale dal regime spiccatamente torrentizio, il 3º della regione per portata.
- il Belice, costituito da due bracci che si uniscono a metà percorso, scorre nella Sicilia occidentale e viene alimentato - dalla parte del Belice Destro - dalle acque del lago di Piana degli Albanesi, in una località montuosa in provincia di Palermo. Sfocia al mare nel Canale di Sicilia tra i ruderi di Selinunte.
- l'Alcantara, che seppur breve, mostra la 2º più alta portata media d'acque della regione dopo il Simeto e una regolarità di regime sconosciuta agli altri corsi d'acqua siculi.
- il Gela, un tempo navigabile, che viene deviato in ben due grandi dighe (Disueri e Cimia) e la cui portata è per questo molto ridotta.

### I fiumi di Sardegna
In Sardegna i fiumi più importanti sono 
- il Coghinas che discende al Golfo dell'Asinara, raccogliendo le acque defluenti dall'altopiano di Buddusò. Lungo il suo corso sono stati eretti potenti sbarramenti, che formano bacini artificiali di raccolta delle acque, ossia notevoli riserve idriche utilizzate per l'irrigazione e la produzione di energia elettrica.
- il Riu Mannu sfocia pure nel Golfo dell'Asinara, dopo aver attraversato la Piana di Sassari. Sulla sua foce sorge Porto Torres, la principale città portuale della Provincia di Sassari.[8]
- il Cedrino sfocia nel Mar Tirreno ed origina dalla maggiore sorgente perenne sarda, quella carsica di Su Gologone, con portata minima assoluta di 0,5 m³/s e portata massima di 25 m³/s.
- il Tirso, principale fiume dell'isola per lunghezza e bacino, raccoglie le acque che scendono, verso sud-ovest, dall'altopiano di Buddusò e dal Gennargentu. Anche lungo il suo corso è presente un notevole bacino artificiale (il Lago Omodeo), costruito mediante un'imponente diga. Sfocia presso Oristano al limite nord occidentale del Campidano.
- il Flumini Mannu (dal latino flumen magnum, grande fiume) scende dal Gennargentu, lungo il Campidano, fino a Cagliari.
- il Flumendosa scende da Gennargentu e sfocia nel Tirreno. 2º fiume dell'isola per lunghezza dopo il Tirso è invece il maggiore per portata d'acqua media alla foce (22 m³/s).
- il Temo che sbocca sulla costa occidentale a Bosa Marina nella zona compresa fra Alghero e Oristano
- Il Cixerri è un fiume a carattere torrentizio che scorre in Sardegna meridionale, attraversando le provincie di Cagliari e di Carbonia-Iglesias. Il suo corso è lungo circa 40 km.

## I fiumi del Mar Nero
- La Drava (oltre al suo affluente Rio Sesto) nasce nei pressi di Dobbiaco (Toblach) in Alto Adige, entra in territorio austriaco, è affluente di destra del Danubio. Il fiume misura 749 chilometri: questa estensione lo rende il maggiore fiume che nasce in Italia e il più lungo tra quelli che scorrono almeno parzialmente su territorio italiano. È il quarto affluente del Danubio per lunghezza, dopo Tibisco, Prut e Sava. Il suo bacino idrografico copre un'area superiore agli 11000 km² che si estende su 5 stati e la sua portata media alla foce è di 670 m³/s.
- L'Aqua Granda nasce dalla Forcola di Livigno, si getta nel Lago del Gallo, entra in Svizzera prima di affluire nell'Eno e quindi nel Danubio, costituendo così, nel suo complesso, il più lungo bacino idrico che nasce in territorio politicamente appartenente all'Italia.
- Lo Slizza alimentato anche dal suo affluente Bartolo, nasce presso Tarvisio, entra in Austria e da qui nella sopracitata Drava.

## Il fiume del Mare del Nord
- Il Reno di Lei nasce in Val di Lei in Provincia di Sondrio, alimenta un lago artificiale, entra in Svizzera in corrispondenza di una diga per un tratto di pochi metri, ritorna brevemente in Italia, rientra definitivamente nello Stato elvetico dove sbocca nel Reno. Complessivamente se al tratto italiano si somma il fiume Reno dalla sua confluenza alla foce, è il secondo bacino idrico, in ordine di lunghezza tra quelli che nascono in territorio appartenente alla Repubblica Italiana.

## Grafo dei fiumi italiani
Si tratta di una strutturazione ad albero dei lista dei fiumi italiani per cui vengono riportati i fiumi in base al mare in cui sfociano indicando i relativi affluenti come rami secondari dell'albero. Questa struttura può essere classificata con il numero di Strahler.